# Lasse Qvist
Lasse Qvist (født 17. januar 1987) er en tidligere dansk professionel fodboldspiller. Lasse Qvist blev som ungdomsspiller anset som et stort talent, og fik i en ung alder kontrakt med den hollandske storklub PSV Eindhoven, hvorfra han rykkede videre til FC København og til en række mindre klubber.

## Karriere
I sine helt unge år spillede han i Himmelev, skiftede senere til Roskilde KFUM og rykkede derefter videre til Lyngby Boldklub. Han modtog i 2003 DBU's talentpris, og i 2004 skiftede han til den hollandske storklub PSV Eindhoven, hvor han som ungdomsspiller spillede frem til 2005, indtil han skiftede til danske FC København. 
I sæsonen 2005/06 (nærmere bestemt 2. december 2006) blev han indlemmet i F.C. Københavns førsteholdstrup, efter at have slået sine folder på 2. divisionsholdet, hvor han pr. 2. december lå samlet nummer to på topscorerlisten med 12 mål i 14 kampe. Om indlemmelsen udtalte sportsdirektør Carsten V. Jensen: "Lasse har gennem hele efteråret udviklet sig og vist den rette indstilling til dét at være spiller i F.C. København. Han har gjort det flot på 2. divisionsholdet og beslutningen har derfor heller ikke været svær for Ståle og resten af trænerteamet". Han opnåede dog kun begrænset spilletid for FCK's førstehold, hvorfor han i sommeren 2008 skiftede han tilbage til Lyngby Boldklub og året efter til Nordvest FC. 
I januar 2012 kom han på kontrakt med den færøske klub Víkingur Gøta, som spiller i den bedste række på Færørene. Han vendte i juli 2012 tilbage til Danmark for at spille for FC Helsingør i 2. division.
I juli 2013 skiftede Lasse til GVI. GVI rykkede i Danmarksserien i juni 2016, og i den forbindelse oplyste Qvist, at han droslede ned, og ville forsøge at være spillende træner for GVI's 2. hold.